# Symphonie no 2 de Rachmaninov
Pour les articles homonymes, voir Symphonie no 2.
La Symphonie no 2 en mi mineur op. 27 est la deuxième des trois symphonies de Sergueï Rachmaninov. Composée en 1907 à Dresde, elle est créée à Saint-Pétersbourg le 26 janvier 1908 sous la direction du compositeur. Elle reste la plus populaire et la plus jouée des trois œuvres symphoniques de Rachmaninov.

## Contexte
En 1907, Rachmaninov achève deux saisons de conducteur réussies de l'Opéra impérial au Théâtre Bolchoï de Moscou. Mais il se considère comme un compositeur et sent que le calendrier des représentations nuit à son temps libre pour composer.

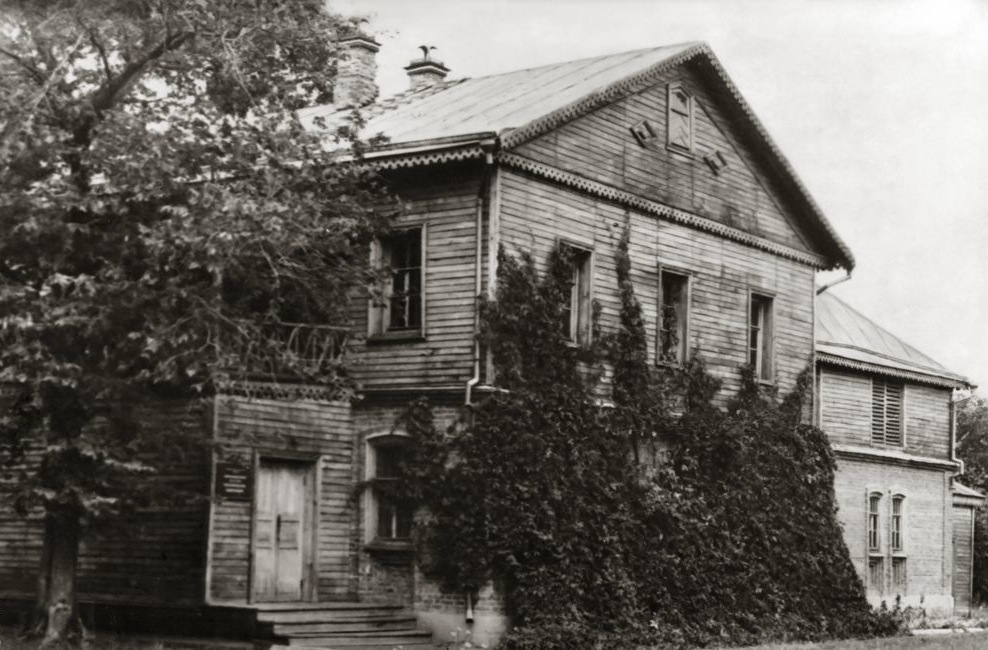
Ivanovka

Il déménage avec sa femme et sa fille en bas âge à Dresde, en Allemagne, pour passer plus de temps à composer et aussi échapper au tumulte politique qui mettra la Russie sur la voie de la révolution. La famille reste à Dresde pendant trois ans, passant les étés dans le domaine de la belle-famille de Rachmaninov à Ivanovka, près de Tambov. C'est pendant cette période que Rachmaninov écrivit non seulement sa Deuxième Symphonie, mais aussi le poème symphonique L'Île des morts.
Rachmaninov n'est pas convaincu d'être un symphoniste doué. Rappelons que la création en 1897 de sa symphonie no. 1 (dirigée par Alexandre Glazounov) est un désastre ; les critiques furent si sévères qu'elles plongèrent le jeune compositeur dans une période de dépression. Même après le succès de son Concerto pour piano no. 2 (qui remporta le Prix Glinka (en) et 500 roubles en 1904), Rachmaninov manque encore de confiance dans son écriture. Il est insatisfait de la première version de sa deuxième Symphonie. Après des mois de révision, il achève l'œuvre et en dirige la création en 1908 sous les applaudissements. L'œuvre lui valut un autre Prix Glinka dix mois plus tard.
En raison de sa longueur formidable, la Symphonie no. 2 a fait l'objet de nombreuses révisions, particulièrement dans les années 1940 et 1950, qui réduisirent la pièce de près d'une heure à seulement 35 minutes. Avant 1970, la pièce est généralement interprétée dans l'une de ses versions révisées et raccourcies. Depuis, les orchestres utilisent la version complète presque exclusivement. Le CD de 2016 Previn/LSO est l'une des versions abrégées encore disponibles.

## Analyse de l'œuvre
Le compositeur parvient à dépasser 10 ans après l'échec de la première symphonie, à l'aide de ressources techniques affermies, et un ordre plus logique.
« Malgré les nombreux atouts de cette symphonie, l’œuvre de Rachmaninoff retient notamment l’attention des publics par son solo pour clarinette, l’un des plus longs dans l’histoire de la symphonie, figurant aujourd’hui presque systématiquement dans chaque concours de clarinette. »

### Largo - Allegro moderato
Longue introduction largo sur un thème calme et ondoyant exposé aux violons. L'allegro reprend le thème initial et s'anime avec des triolets. Un second thème établit un dialogue entre les bois et les cordes. Le développement instaure un climat dramatique et menaçant. La réexposition qui expose des sonneries de cuivres précède la coda en forme de course énergique qui stoppe net.

### Allegro molto
Un scherzo expose un thème énergique au cor rythmé par les cordes qui précède une série d'arabesques d'arpèges brisés aux bois. Un  perpetuum mobile aux cordes constitue la deuxième partie suivi par un long decrescendo en guise de coda.

### Adagio
Ce mouvement est de forme générale en trois parties et on se souvient souvent de son thème d'ouverture, joué par les premiers violons et repris à la fois comme mélodie et comme figure d'accompagnement plus loin dans le mouvement. Ce thème d'ouverture, cependant, est en réalité une introduction à la mélodie principale du mouvement, qui est présentée par un long solo de clarinette, et qui est une création typique de Rachmaninov, tournant autour de notes uniques et accompagnée d'une riche harmonie.
Le développement est basé sur le thème du Dies Irae de la symphonie, comme s'il était la suite de l'introduction du premier mouvement. Une montée chromatique conduit à un climax passionné en do majeur.
L'intensité retombe et la mélodie centrale du troisième mouvement est reprise, cette fois par les premiers violons, tandis que des fragments du thème d'ouverture se font entendre dans l'accompagnement. La devise Dies Irae est répétée à nouveau, apparemment pour apporter une fin qui complète l'introduction du premier mouvement, alors que le troisième mouvement se termine d'une manière tranquille en s'éteignant lentement dans les cordes.

### Allegro vivace
Le dernier mouvement est de forme sonate. Le premier thème vif, semblable à une fanfare, dérivé du premier thème du Scherzo, semblable au " Dies Irae ", est joué par l'ensemble de l'orchestre, menant à un interlude semblable à une marche commençant en sol♯ mineur, joué par instrument à vent.
Après le retour du premier thème, le premier sujet est conclu et passe directement au deuxième thème qui est une mélodie massive et large en ré majeur jouée par les cordes. Après un retour au pianissimo, le thème d'ouverture du troisième mouvement, cette fois en ré majeur, est brièvement rappelé sur des trémolos aux cordes. Après une brusque interjection des thèmes principaux des deuxième et premier mouvements, commence la section du développement, qui se compose de deux sections, la première introduisant de nouvelles idées mélodiques et la seconde s'articulant autour d'une gamme descendante.
La réexposition ne présente d'abord que le premier thème, avant de passer à une pédale de dominante qui mène à la reprise triomphale du deuxième thème, maintenant dans la tonalité de mi majeur, où l'on peut entendre dans l'accompagnement des fragments du premier thème, du thème de la devise et de la gamme descendante. Une coda tourbillonnante clôt la symphonie, avec une reprise fortissimo du choral des cuivres apparu à la fin du deuxième mouvement. Les dernières mesures présentent une autre caractéristique des œuvres de grande envergure de Rachmaninov, le rythme décisif caractéristique de quatre notes qui se termine (dans ce cas-ci en triolet), que l'on retrouve également dans sa Sonate pour violoncelle, ses deuxième et troisième concertos pour piano et, sous une forme modifiée, dans son quatrième concerto pour piano et ses Danses symphoniques.

## Manuscrit
Le manuscrit était considéré comme perdu, jusqu'à sa découverte dans la succession d'un collectionneur privé en 2004. Il a été authentifié par Geoffrey Norris (en). Il contient des éléments qui n'ont jamais été publiés. Le manuscrit est devenu la propriété de la Tabor Foundation (en), et a été prêté en permanence à la British Library,.
En mai 2014, le manuscrit a été vendu aux enchères par Sotheby's pour 1 202 500 £,.

## Discographie sélective
- L'Orchestre philharmonique de Rotterdam dirigé par Edo de Waart, Philips, 1978
- L'Orchestre du Concertgebouw d'Amsterdam dirigé par Vladimir Ashkenazy, Decca, 1981